# Joe Bizera
Joe Bizera, vollständiger Name Joe Emerson Bizera Bastos, (* 17. Mai 1980 in Artigas) ist ein uruguayischer ehemaliger Fußballspieler.

## Karriere

### Vereine
Joe Bizera begann seine Karriere 1999 bei Peñarol Montevideo, wo für ihn seit der Apertura des Jahres 1999 Einsätze in der Primera División verzeichnet sind. Er spielte dort bis zum Jahr 2005. Zweimal, 1999 und 2003, gewann er mit Peñarol die Uruguayische Meisterschaft. Von der Spielzeit 2005/06 bis in die Saison 2007/08 stand er in Reihen des italienischen Serie-A-Klubs Cagliari Calcio, für den er insgesamt 35 Spiele (kein Tor) absolvierte. Es folgten 16 Einsätze (zwei Tore) für Maccabi Tel Aviv in der Saison 2007/08. Ab der Saison 2008/09 wurde Bizera vom griechischen Erstligisten PAOK Thessaloniki unter Vertrag genommen. Zehn absolvierte Begegnungen ohne eigenen Torerfolg in der höchsten griechischen Spielklasse sind bis in die Spielzeit 2009/10 für Bizera verzeichnet, in der er sich dann Albacete Balompié anschloss (sieben Spiele, kein Tor). Die nachfolgende Spielrunde verbrachte er wieder in Israel, nunmehr in Reihen von Maccabi Petach Tikwa und erzielte dort in 30 Partien insgesamt einen Treffer. Seine nächste Karrierestation beinhaltete die Rückkehr nach Uruguay. Dort schloss er sich im Oktober 2011 Bella Vista an. Im Januar 2012 verließ er nach zwei in der Primera División absolvierten Partien Montevideo wieder und wechselte nach Paraguay zum von Jorge Burruchaga trainierten Club Libertad. Dort kam der Abwehrspieler in 25 Erstligaspielen (ein Tor) zum Einsatz und lief auch in vier Begegnungen der Copa Libertadores auf. Sodann schloss er sich im Januar 2013 dem mexikanischen Verein Atlante an. Sein Debüt in der Primera División feierte er dort am 27. Januar 2013 in der Begegnung des 4. Spieltages der Clausura 2013 gegen Jaguares. Für den Klub bestritt er zwei Spiele in der Copa Mexiko (Stand: 10. April 2013) und 13 Begegnungen (ein Tor) der Clausura 2013. Am 8. Juli 2013 wurde bekannt, dass Bizera die Mexikaner mit sofortiger Wirkung verlässt. In der Spielzeit 2013/14 steht er erneut bei Peñarol unter Vertrag. In der Saison 2013/14 stand er dort in zwölf Ligapartien (kein Tor) auf dem Platz. Auch wurde er in drei Partien der Copa Libertadores 2014 eingesetzt. In der Spielzeit 2014/15 lief er in sechs Erstligaspielen (kein Tor) auf. Darüber hinaus sind keine Einsätze bei den „Aurinegros“ verzeichnet. Im März 2016 schloss er sich dem Erstligisten Villa Teresa an. Nachdem er dort fünf Ligaspiele (kein Tor) bestritt, seine Mannschaft aber am Saisonende abstieg, wechselte er Anfang Juli 2016 zu Liverpool Montevideo. Am Ende des Jahres erklärte er sein Karriereende.

### Nationalmannschaft
Vom 13. Juli 2001 bis zum 9. Oktober 2004 absolvierte Bizera 23 Länderspiele (ein Tor) in der uruguayischen Fußballnationalmannschaft. Er zählte bei der Copa América 2001 zum Kader. Dort bestritt er fünf Partien im Turnier, erzielte ein Tor und wurde in der Begegnung mit Honduras vom Platz gestellt. Bei der Fußball-Weltmeisterschaft 2002 stand er zwar im Aufgebot, wurde jedoch nicht eingesetzt. Er nahm mit Uruguay auch an der Copa América 2004 teil. Dort kam er in fünf Begegnungen zum Einsatz und wurde in der Vorrunden-Partie gegen Argentinien des Feldes verwiesen. Uruguay belegte im Turnier den dritten Platz. Seinen bisher letzten Einsatz hatte Bizera Ende 2004.

### Erfolge
- 2× Uruguayischer Meister: 1999, 2003